# Lode Runner
Lode Runner är ett pusselspel, först utgivet av Brøderbund 1983 som arkadspel, och senare porterat till andra spelkonsoler. Spelet är ett av de första där man kan bygga egna banor. Senare köptes rättigheterna upp av Tozai.

### Fotnoter
1. ↑  Tozai Games